# 스파이더맨의 영화 작품

스파이더맨

마블 코믹스의 만화 스파이더맨(영어: Spider-Man)은 여러 편의 영화로 만들어지고 있다. 초연은 1997년에 CBS에서 방송된 미국의 텔레비전 영화였다. 소니 픽쳐스(콜롬비아 픽쳐스)가 판권을 가진 후, 샘 레이미에 의해 2002년, 2004년, 2007년에 차례로 《스파이더맨》, 《스파이더맨 2》, 《스파이더맨 3》가 개봉되었다. 속편인 스파이더맨 4는 레이미와 소니 측과의 의견 마찰로 인해 제작이 취소되었고, 마크 웨브에 의해 리부트가 결정되어 영화 《어메이징 스파이더맨》과 《어메이징 스파이더맨 2》가 각각 2012년,2014년 개봉되었다. 이후 2015년 마블 코믹스가 제작권을 가지고 소니 픽쳐스가 배급권을 가지는 조건으로 《캡틴 아메리카: 시빌 워》를 시작으로 마블 시네마틱 유니버스(MCU)에 합류가 결정되었다.

## 작품

어메이징 스파이더맨 로고

### 컬럼비아 픽처스

#### 샘 레이미 시리즈
- 스파이더맨
- 스파이더맨 2
- 스파이더맨 3

#### 마크 웨브 시리즈
- 어메이징 스파이더맨
- 어메이징 스파이더맨 2

### 마블 시네마틱 유니버스
- 캡틴 아메리카: 시빌 워
- 스파이더맨: 홈커밍
- 스파이더맨: 파 프롬 홈
- 스파이더맨: 노 웨이 홈
- 스파이더맨: 브랜드 뉴 데이

### 스핀 오프
- 베놈
- 베놈 2: 렛 데어 비 카니지
- 베놈: 라스트 댄스